# Melinoessa amplissimata
Timana amplissimata là một loài bướm đêm trong họ Geometridae.